# مارين روزيتش
مارين روزيتش (بالكرواتية: Marin Rozić) مواليد 14 فبراير 1983 في موستار، جمهورية البوسنة والهرسك الاشتراكية، هو لاعب كرة سلة كرواتي. بدأ مسيرته الاحترافية في سنة 2000. يلعب مع فريق نادي سيبونا لكرة السلة. يحمل الرقم 20. مثّل منتخب بلاده. شارك في دورة الألعاب الأولمبية الصيفية سنة 2008. لعب مع دون بوسكو ليفورنو ونادي سيبونا لكرة السلة.

## روابط خارجية
- مارين روزيتش على موقع الاتحاد الدولي لكرة السلة (الإنجليزية)
- مارين روزيتش على موقع الدوري الأوروبي لكرة السلة (الإنجليزية)
- مارين روزيتش على موقع كرة السلة الأوروبية.كوم (الإنجليزية)
- مارين روزيتش على موقع ريلجم (الإنجليزية)
- مارين روزيتش على موقع بروبوليرز (الإنجليزية)
- مارين روزيتش على موقع سبورتس رفرنس (الإنجليزية)
- مارين روزيتش على موقع أوليمبيديا (الإنجليزية)